# باول كرانمر
باول كرانمر هو لاعب كرة قدم كندية كندي، ولد في 27 نوفمبر 1969 في كالغاري في كندا.

## وصلات خارجية
- باول كرانمر على موقع JustSportsStats.com (الإنجليزية)